# Maslovare (gmina Kotor Varoš)
Maslovare (cyr. Масловаре) – wieś w Bośni i Hercegowinie, w Republice Serbskiej, w gminie Kotor Varoš. W 2013 roku liczyła 1930 mieszkańców.